# Claus Peymann
Claus Eberhard Peymann, född 7 juni 1937 i Bremen, död 16 juli 2025 i Köpenick i Berlin, var en tysk teaterregissör och teaterchef.

## Biografi
Under andra halvan av 1950-talet studerade Claus Peymann germanistik samt litteratur- och teatervetenskap vid Hamburgs universitet där han också var med om att grunda studentteatern. 1966-1969 var han chef för Theater am Turm i Frankfurt am Main, där han uppmärksammades för uruppförandet av den österrikiske dramatikern Peter Handkes Publikumsbeschimpfung (Publikförolämpning) 1966. 1970 var han med om att grunda Schaubühne am Halleschen Ufer i Berlin men regisserade där endast en uppsättning, uruppförandet av Handkes Der Ritt über den Bodensee 1971. 1974 blev han chef för Staatstheater Stuttgart men tvingades lämna posten 1979 efter en politisk skandal då Peymann engagerat sig för att RAF-terroristen Gudrun Ensslin skulle få tandvård i fängelset och senare även satt upp en pjäs skriven av en annan RAF-terrorist, Ulrike Meinhof. Redan samma år blev han chef för Schauspielhaus Bochum som han ledde framgångsrikt till 1986. Under Peymanns chefskap fick teatern rykte om sig att vara en av Tysklands främsta scener. 1986 tillträdde han som chef för Burgtheater i Wien. Där blev den kontroversielle österrikaren Thomas Bernhard något av hans husdramatiker. Peymann hade satt upp sin första Bernhard-pjäs redan 1970 på Deutsches Schauspielhaus i Hamburg, Ein Fest für Boris. 1993 skrev Thomas Bernhard enaktaren Claus Peymann kauft sich eine Hose und geht mit mir essen (Claus Peymann köper sig ett par byxor och går ut med mig och äter).
Som chef för Burgtheater blev Peymann tillsammans med andra radikala kulturpersonligheter måltavla för ständiga angrepp från högerpopulisten Jörg Haider. Även i övrigt var Peymann omstridd som chef för Burgtheater, då han uppfattades som en provokatör. 1995 satte han upp två pjäser på romani som en solidaritetshandling efter ett rasistiskt mord på romer tidigare samma år. 1999 avgick han som chef för Burgtheater och 1999-2017 var han chef för Berliner Ensemble som han lyfte till en av Berlins mest besökta teatrar. Vid sidan av nyskapande tyskspråkiga dramatiker som Handke, Bernhard och Elfriede Jelinek satte han även upp tyska och utländska klassiker som Johann Wolfgang von Goethe (bland andra Faust, båda delarna 1977, Staatstheater Stuttgart), Friedrich Schiller (Kabale und Liebe, 2013, Berliner Ensemble) och Georg Büchner (Dantons Tod, 2011, Berliner Ensemble) samt flera pjäser av William Shakespeare, däribland flera av hans kungadramer. 1994 gjorde han en uppmärksammad uppsättning av Henrik Ibsens Peer Gynt på Burgtheater med Klaus Maria Brandauer i huvudrollen. Heinrich von Kleists Prinz Friedrich von Homburg på Berliner Ensemble 2017 annonserades som Peymanns sista uppsättning vid åttio års ålder och efter över femtio år inom teatern. Flera av hans uppsättningar har valts ut till Berliner Theatertreffen. Bland utmärkelser han tilldelats kan nämnas Theaterpreis Berlin 1995 och Nestroy-Theaterpreis 2002.